# Team Lotus (2010-11)
Team Lotus fue una escudería malaya con base en el Reino Unido que compitió en Fórmula 1 en 2010 y 2011, en un intento por devolver al equipo Team Lotus a la máxima categoría del automovilismo.
Durante la temporada entrante fue conocida como Lotus Racing, mientras que en su última temporada utilizó el nombre e imagen del mítico equipo, tras adquirir durante 2010 los derechos de la marca Team Lotus y su patrimonio histórico. Esto generó que fuese considerado por varios medios de prensa especializados como la continuación del histórico equipo de Colin Chapman.
Originalmente el equipo solicitó ingresar a la Fórmula 1 como 1Malaysia F1 Team (a finales de 2009), ya que empezó a gestarse como una iniciativa del Gobierno de Malasia, destinado a promover la unidad entre los malayos por un consorcio de empresas formado por AirAsia, Naza Motors y Tune Group, con licencia de Proton (que posee Lotus Cars) para el uso del nombre Lotus.
El 27 de mayo de 2011, el Tribunal Superior dictaminó que el equipo podría seguir utilizando el nombre Lotus en Fórmula 1 y se confirmó a Fernandes como el propietario del nombre Team Lotus con el derecho a llamar a sus coches "Lotus" y usar el logotipo de la marca según los términos del acuerdo de 1985 entre Lotus Cars y Team Lotus. Sin embargo, a partir de 2012 su plaza fue reemplazada por Caterham Cars bajo la denominación de Caterham F1 Team, para evitar posibles disputas legales con Lotus Cars (propietario de los coches Lotus), por el derecho al uso del nombre "Lotus" en Fórmula 1.
La escudería está basada en la instalación RTN en Norfolk, Reino Unido, a 10 kilómetros de la fábrica de Lotus Cars. El diseño del equipo, fabricación y centro técnico se ubicaban en el Circuito Internacional de Sepang.

## Historia

### Formulación
El martes 15 de septiembre de 2009, la FIA anunció el regreso del nombre de Lotus a la Fórmula 1, generando un gran impacto en el mundo del automovilismo. El equipo solicitó su ingreso bajo el nombre de "1Malaysia F1 Team", como parte de una iniciativa del Gobierno de Malasia. El equipo entró sustituyendo, pero no comprando, la plaza del equipo BMW Sauber, el mismo que regresaría a la competición como Sauber F1 Team.
Respecto a los pilotos, se especuló con que el excampeón Jacques Villeneuve pudiese retornar a la categoría, luego de que lo admitiera Mike Gascoyne el 9 de noviembre de 2009, pero el canadiense no llegó a correr con el equipo.
El 14 de noviembre, Tony Fernandes, director del equipo, dijo a la prensa que el equipo había firmado su primer piloto, pero sin dar ningún nombre. Posteriormente, el mismo Fernandes afirmó que el equipo tenía que decidir entre 4 pilotos para los 2 volantes. Finalmente, el lunes 14 de diciembre se confirmó a Jarno Trulli y Heikki Kovalainen como pilotos titulares. A su vez, se informó que Fairuz Fauzy va a tener un asiento como piloto de pruebas y reserva.
Alex Yoong, el primer piloto malayo de Fórmula 1, forma parte de este proyecto como encargado del Programa de Jóvenes Pilotos Asiáticos, siendo así el responsable de encontrar en el largo plazo a un piloto local para ser titular de la escuadra. Este programa también tiene una versión europea la cual es comandada por Nino Judge, encargado de la escuadra de F3 Británica Litespeed.

### Temporada 2010

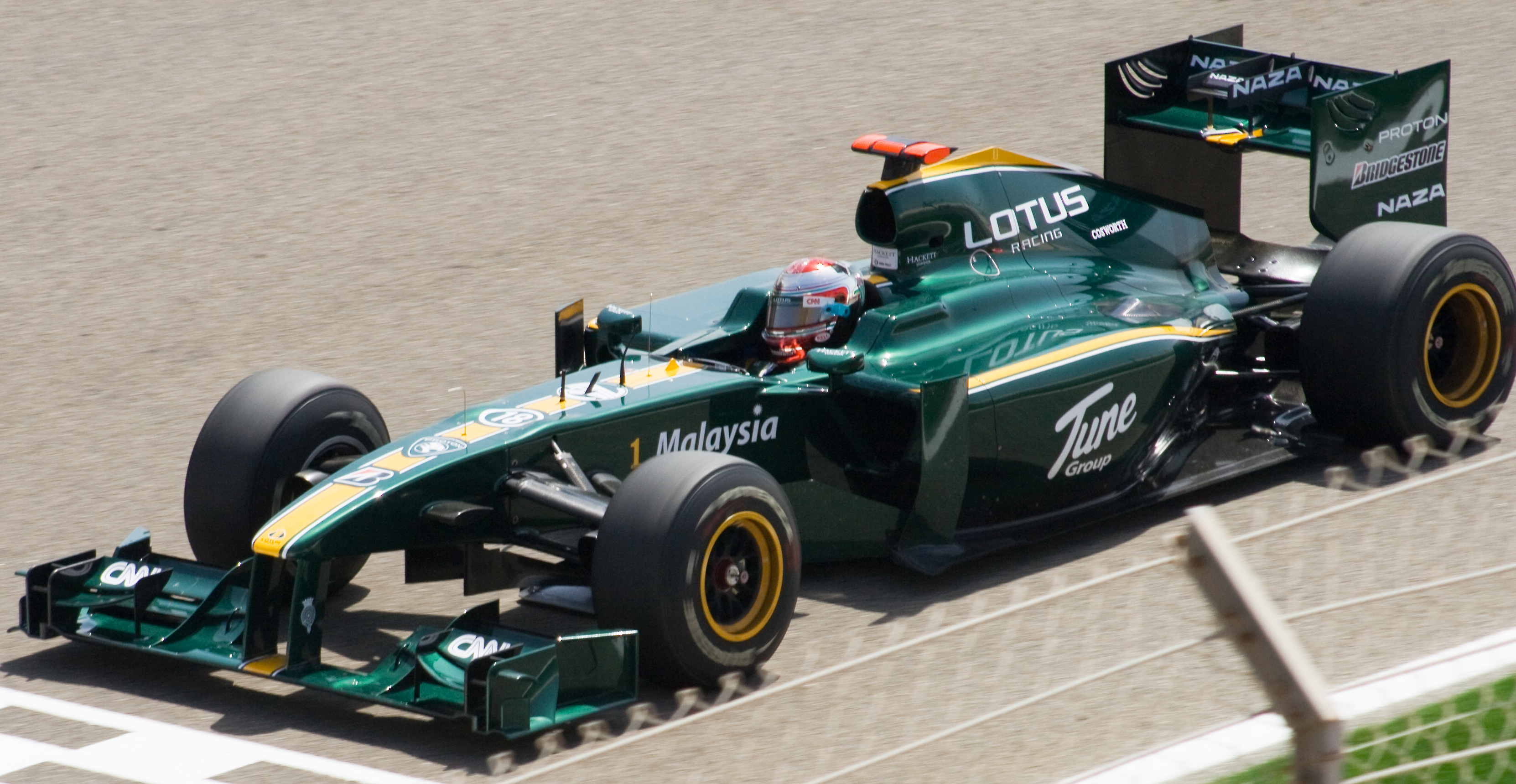
Jarno Trulli en el Gran Premio de Baréin de 2010.

En su debut en Fórmula 1, en el GP de Baréin, Lotus tuvo el mejor ritmo entre los nuevos equipos, aunque lejos de los demás. En carrera, Heikki Kovalainen consiguió llegar a la línea de meta a sólo dos vueltas del ganador, en lo que fue un estreno prometedor para una nueva escuadra. En la siguiente carrera, en Australia, el piloto finlandés acabó en un destacable 13.º puesto, el mejor resultado del equipo durante muchas carreras.
El equipo anunció una gran evolución a partir de las carreras en Europa. En la quinta fecha del calendario, en España, Lotus introdujo su primera gran evolución, con la que pretendió dar un importante salto cualitativo. No obstante, les costó poder alcanzar los objetivos deportivos que se habían planteado, y tras no conseguir dar el salto de calidad esperado, durante el verano concentraron sus esfuerzos en el monoplaza del próximo año.
Ello no impidió que, en Japón, sus monoplazas llegaran a la meta en 12.ª y 13.ª posición en lo que fue su mejor resultado. No consiguieron puntuar, pero acabaron la temporada en 10.º puesto en constructores, superando a los otros dos equipos nuevos. En lo que respecta a los días sábados, su mejor clasificación fue el 15.º puesto logrado por Heikki Kovalainen en Malasia, mientras que su mejor posición de largada fue conseguida en la parrilla del Gran Premio de Bélgica, en la que Kovalainen clasificó 16.º pero largó 13.º.

#### Festejo de los 500 Grandes Premios

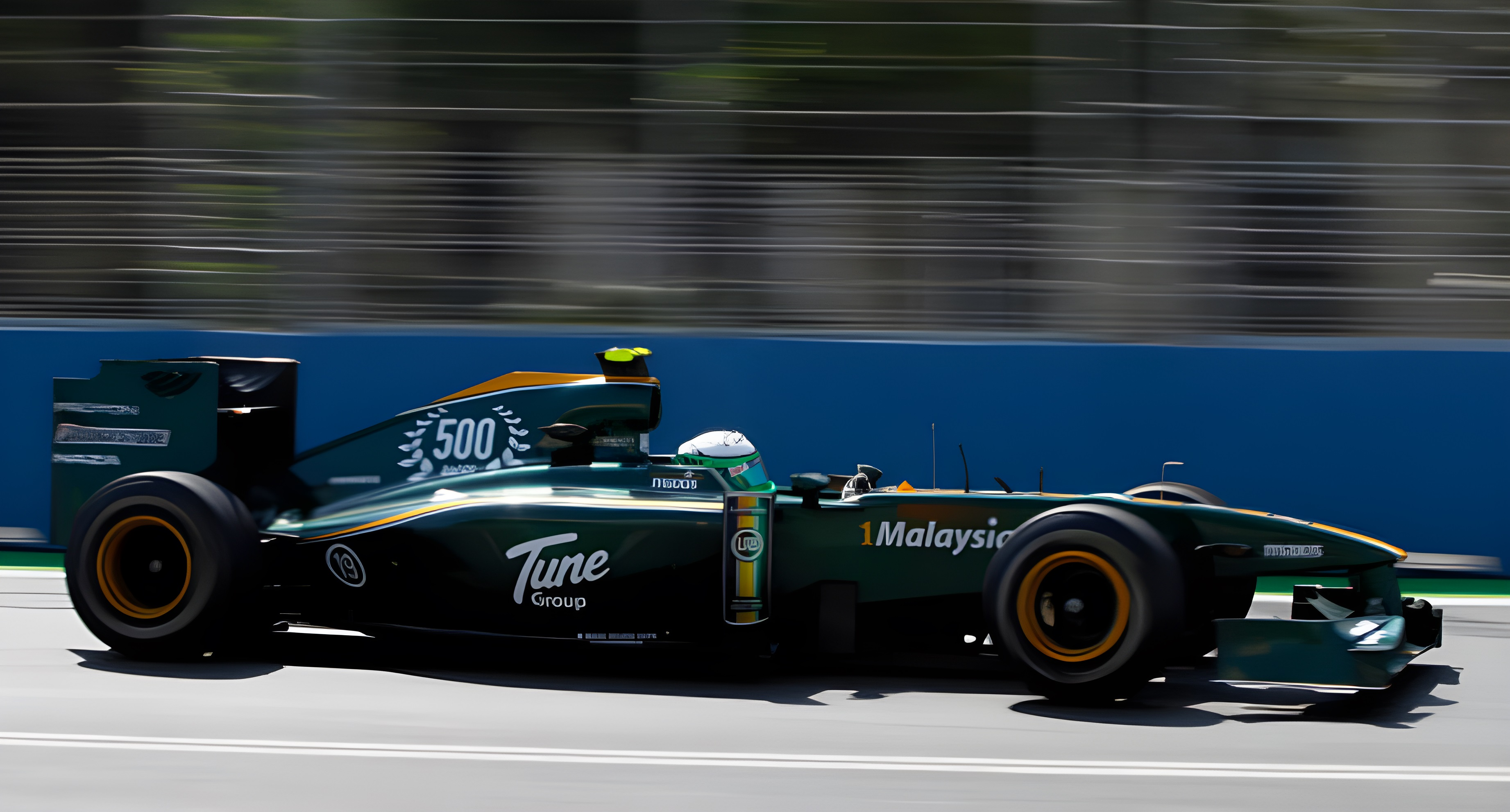
Para la ocasión, Lotus cambió la decoración habitual del coche y agregó un logo con el número 500.

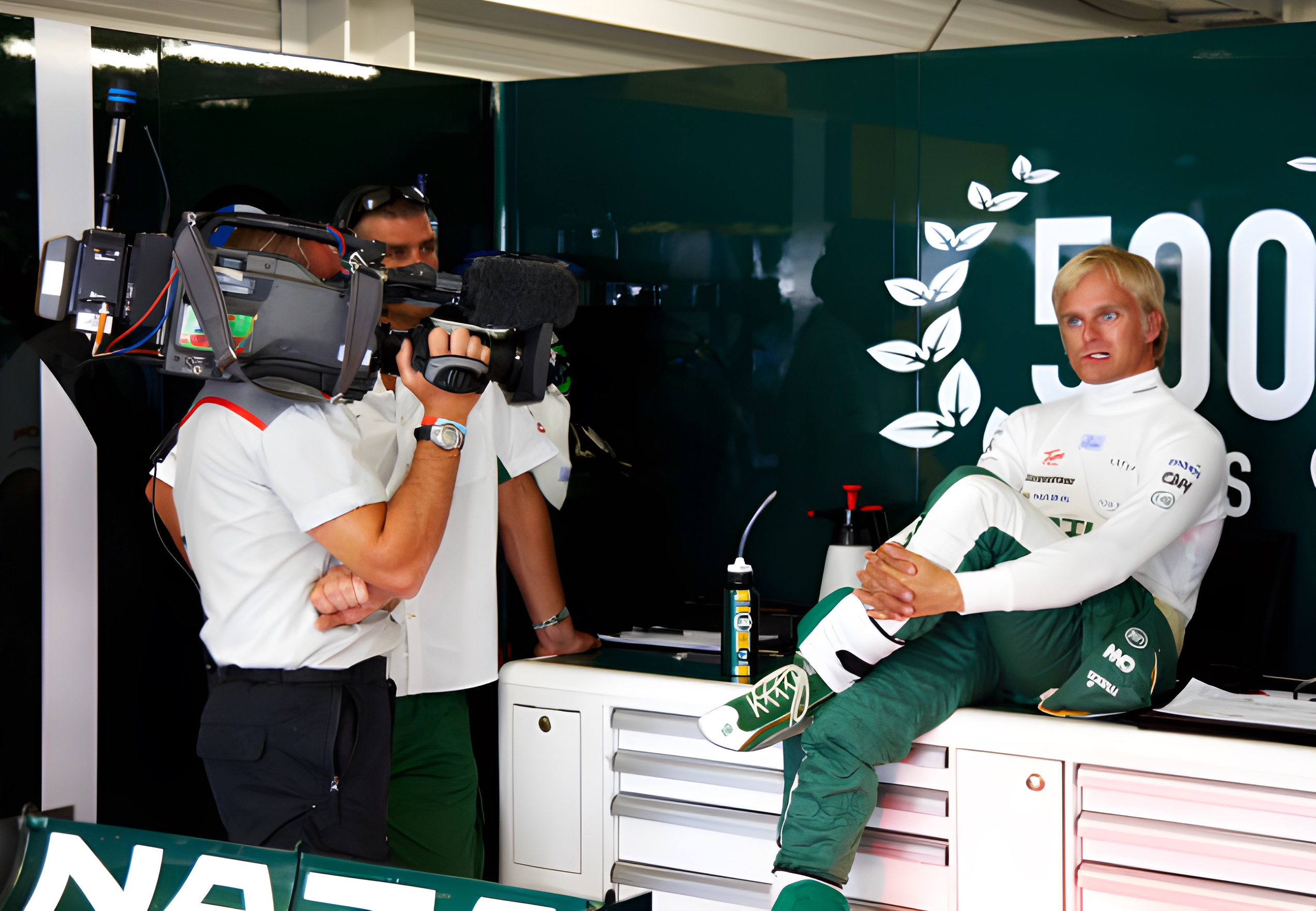
El logo conmemorativo estuvo presente durante todo el fin de semana.

Durante el Gran Premio de Europa de 2010, disputado en el circuito urbano de Valencia, el equipo Lotus festejó sus 500 Grandes Premios en la Fórmula 1, contabilizando las 493 carreras que disputó Team Lotus entre 1958 y 1994. Para dicha ocasión, el equipo cambió la decoración habitual de su monoplaza, incluyendo el número 500 entre laureles en ambos lados de la parte trasera del Lotus T127, así como su inclusión dentro de las instalaciones del box y en otras áreas.
De esta celebración, también participó la familia de Chapman, fundador de Team Lotus en la década de los 50, adquiriendo el equipo una mayor notoriedad a la habitual. Este festejo fue el puntapié inicial para que, medio año después, el equipo confirmara la compra de los derechos sobre la marca "Team Lotus", su nombre y sus símbolos para su uso en 2011.
A nivel deportivo, el festejo no fue el esperado. Lotus se despidió del circuito callejero de Valencia con sólo uno de los coches habiendo podido finalizar la carrera (Jarno Trulli), mientras que Heikki Kovalainen protagonizó un peligroso accidente con Mark Webber (Red Bull).

### Temporada 2011

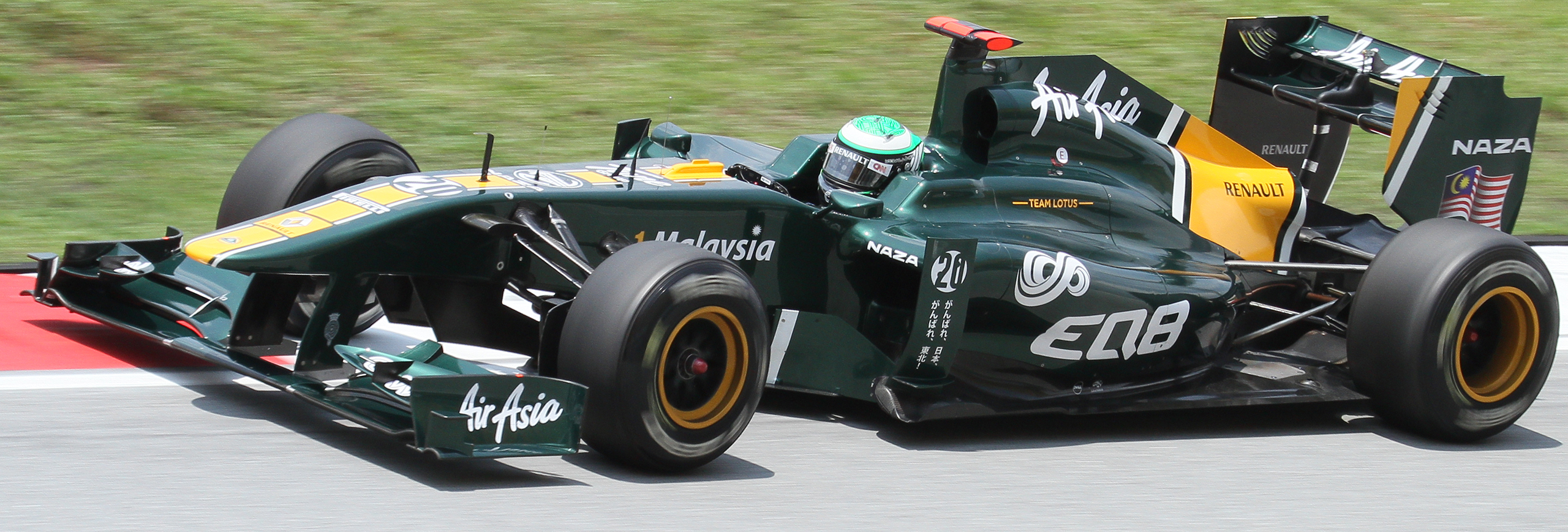
Heikki Kovalainen en el Lotus T128, durante unos entrenamientos libres en Malasia.

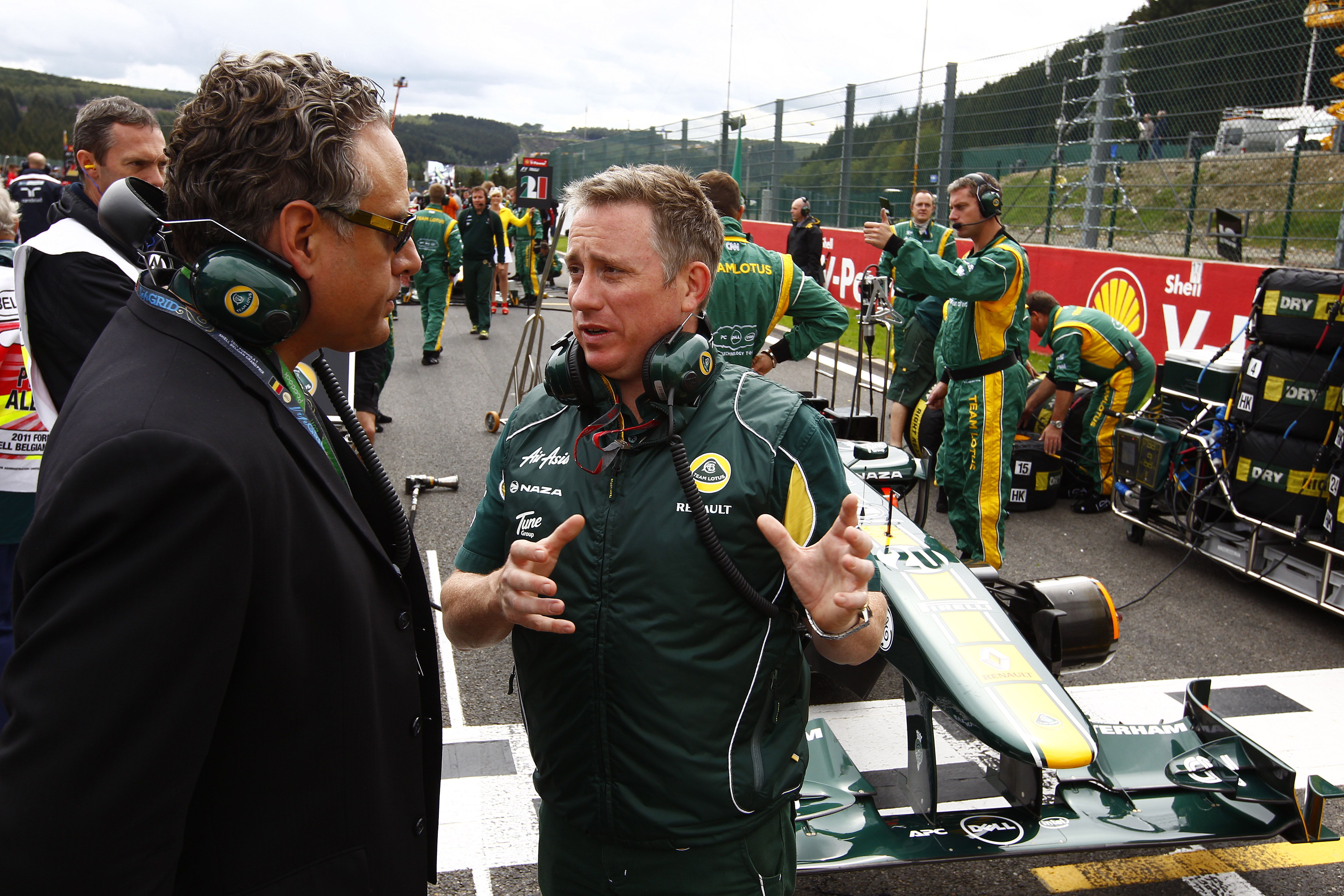
Plantilla de Team Lotus, ubicados en la grilla de partida del Gran Premio de Bélgica de 2011.

Para 2011 Lotus Racing pasó a llamarse Team Lotus, tras haber adquirido en 2010 todos los derechos históricos, la marca y la imagen del Team Lotus, significando la finalización legal del retorno del histórico equipo de Colin Chapman, proceso iniciado en 2010. Contó en la temporada 2011 con motores Renault y cajas de cambios y sistemas hidráulicos de Red Bull en su Lotus T128. Pese a ello, las prestaciones del equipo apenas mejoran respecto a las de la temporada pasada. Lotus obtuvo una discreta 10.ª posición en el campeonato de constructores, aunque con mayor holgura que su antecesor con respecto a Virgin Racing y HRT, pero todavía lejos de las escuderías establecidas y sin ninguna unidad. No obstante, para algunos medios especializados, el panorama de Lotus era prometedor de cara al futuro cercano.
Los discretos resultados obtenidos, sumados a los juicios que tuvo que afrontar por parte de Lotus Cars por la denominación del equipo (en los que se le reconoció a Fernandes los derechos adquiridos sobre "Team Lotus", pero luego de largos procesos y apelaciones), determinó que comprara a Caterham Cars para continuar en la Fórmula 1 y desistiera de su deseo de darle a Lotus la victoria número 80. Para la temporada 2012, la plaza de inscripción se ocupó bajo el nombre Caterham F1 Team, marcando el final de una importante serie de victorias y títulos que situaron a Team Lotus entre las principales marcas de la historia de Fórmula 1.

## Programa de desarrollo
Durante el paso de Team Lotus por la Fórmula 1, el equipo protegió a varios pilotos y les dio la oportunidad de participar en pruebas oficiales.

### Lista de pilotos

#### Exmiembros
| Piloto                 | Años      | Categorías                                                                                            |
| ---------------------- | --------- | --- |
| Alexander Rossi        | 2010-2011 | GP3 Series (2010) Fórmula Renault 3.5 Series (2010-2011)                                              |
| Matt Parry             | 2010-2011 | Karting (2010) Fórmula Ford Británica (2011) Fórmula Ford EuroCup (2011) Fórmula Ford Festival (2011) |
| Weiron Tan             | 2011      | Karting (2010) Lotus GT4 Supercup Asia (2011) JK Racing Asia Series (2011)                            |
| Daim Hishamuddin       | 2011      | Karting (2011)                                                                                        |
| Tanart Sathienthirakul | 2011      | Karting (2011)                                                                                        |
| Max Klinkby-Silver     | 2011      | Karting (2011)                                                                                        |
| Senna Iriawan          | 2011      | Karting (2011)                                                                                        |
| Fuente:                |           | |

## Resultados
(Clave) (negrita indica pole position) (cursiva indica vuelta rápida)

| Año  | Chasis | Motor                    | Neu. | N.º | Pilotos           | 1   | 2   | 3   | 4   | 5   | 6   | 7   | 8   | 9   | 10  | 11  | 12  | 13  | 14  | 15  | 16  | 17  | 18  | 19  | Puntos | Pos. |
| ---- | ------ | ------------------------ | ---- | --- | ----------------- | --- | --- | --- | --- | --- | --- | --- | --- | --- | --- | --- | --- | --- | --- | --- | --- | --- | --- | --- | ------ | ---- |
| 2010 | T127   | Cosworth CA 2010 2.4 V8  | B    |     |                   | BHR | AUS | MYS | CHN | ESP | MON | TUR | CAN | EUR | GBR | GER | HUN | BEL | ITA | SIN | JPN | RCO | BRA | ABU | 0      | 10.º |
| 2010 | T127   | Cosworth CA 2010 2.4 V8  | B    | 18  | Jarno Trulli      | 17† | DNS | 17  | Ret | 17  | 15† | Ret | Ret | 21  | 16  | Ret | 15  | 19  | Ret | Ret | 13  | Ret | 19  | 21† | 0      | 10.º |
| 2010 | T127   | Cosworth CA 2010 2.4 V8  | B    | 19  | Heikki Kovalainen | 15  | 13  | NC  | 14  | DNS | Ret | Ret | 16  | Ret | 17  | Ret | 14  | 16  | 18  | 16† | 12  | 13  | 18  | 17  | 0      | 10.º |
| 2011 | T128   | Renault RS27-2011 2.4 V8 | P    |     |                   | AUS | MYS | CHN | TUR | ESP | MON | CAN | EUR | GBR | GER | HUN | BEL | ITA | SIN | JPN | RCO | IND | ABU | BRA | 0      | 10.º |
| 2011 | T128   | Renault RS27-2011 2.4 V8 | P    | 20  | Heikki Kovalainen | Ret | 15  | 16  | 19  | Ret | 14  | Ret | 19  | Ret | 16  | Ret | 15  | 13  | 16  | 18  | 14  | 14  | 17  | 16  | 0      | 10.º |
| 2011 | T128   | Renault RS27-2011 2.4 V8 | P    | 21  | Jarno Trulli      | 13  | Ret | 19  | 18  | 18  | 13  | 16  | 20  | Ret |     | Ret | 14  | 14  | Ret | 19  | 17  | 19  | 18  | 18  | 0      | 10.º |
| 2011 | T128   | Renault RS27-2011 2.4 V8 | P    | 21  | Karun Chandhok    |     |     |     |     |     |     |     |     |     | 20  |     |     |     |     |     |     |     |     |     | 0      | 10.º |